# Într-o lume mai bună
Într-o lume mai bună (daneză Hævnen, "răzbunarea") este un thriller danez din 2010 scris de Anders Thomas Jensen și regizat de Susanne Bier. Filmul îi are în rolurile principale pe Mikael Persbrandt, Trine Dyrholm și Ulrich Thomsen într-o poveste care se desfășoară într-un orășel din Danemarca și o tabără de refugiați din Africa.
O producție majoritară daneză cu co-producători din Suedia, Într-o lume mai bună a câștigat premiul Globul de Aur în 2011 pentru Cel mai bun film străin și premiul Oscar pentru Cel mai bun film străin la cea de-a 83-a ediție a Premiilor Academiei.

## Rezumat
Anton (Mikael Persbrandt) este un medic suedez care se deplasează între casa sa din Danemarca și munca sa dintr-un lagăr de refugiați din Africa. În Sudan, el tratează adesea femei care sunt victimele unui războinic sadic. Anton este căsătorit cu Marianne (Trine Dyrholm), dar sunt separați și se află în divorț. Ei au doi băieți, dintre care cel mai mare, Elias, are 12 ani.  
Christian (William Jøhnk Juels Nielsen), care tocmai s-a mutat de la Londra împreună cu tatăl său, Claus (Ulrich Thomsen), este un băiat nou de la școala lui Elias. Mama lui Christian a murit recent de cancer, iar Christian îi învinovățește pe tatăl său pentru că l-a mințit că se va face bine, când aceasta se afla într-un stadiu avansat al bolii, și că tatăl își dorea ca ea să moară. Elias este agresat la școală și apărat de Christian, care amenință cu un cuțit pe principalul agresor. Christian îi dă lui Elias cuțitul și ambii băieți îi mint pe polițiști și pe părinții lor în legătură cu incidentul.
Când Anton își desparte fiul mai mic de alt copil, în timp ce aceștia se luptă pe un teren de joacă, tatăl celuilalt copil, un mecanic, îi spune lui Anton să nu-i atingă copilul și-l plesnește peste față pe Anton. Mai târziu, Anton îl vizitează pe mecanic la locul de muncă al acestuia, însoțit de copiii săi și de Christian, pentru a discuta problema și pentru a le arăta copiilor că nu se teme de bărbat. Mecanicul îl lovește pe Anton de mai multe ori iar Anton nu se ferește.
Mai târziu, în Sudan, războinicul vine la spitalul lui Anton pentru a-și trata piciorului rănit. Spre oroarea personalului și a altora, Anton îl tratează pe bărbat, după ce a cerut ca în interiorul spitalului să nu fie admise nici un fel de arme și să intre doar două dintre gărzile lui. Războinicul arată atâta dispreț față de una dintre victimele sale încât Anton îl scoate afară din clinică, permițând sătenilor să-l bată până la moarte.
În Danemarca, Christian și Elias decid să facă o bombă pentru a distruge mașina mecanicului, într-o duminică dimineață, astfel încât nici un trecător să nu fie rănit. Cu fitilul care arde deja, ei văd o mamă și pe fiica acesteia apropiindu-se, iar Elias își părăsește poziția pentru a le avertiza; este rănit dar reușește să salveze cele două femei. Christian este interogat de poliție și apoi eliberat, incidentul fiind abordat ca un caz extrem de vandalism. El merge la spital pentru a-l vizita pe Elias, dar Marianne nu-l lasă să-l vadă pe băiat, spunându-i că i-a ucis fiul. Christian, crezând că Elias este mort, urcă pe acoperișul unui siloz, gândindu-se la sinucidere, însă este salvat de Anton. Christian află cu ușurare că prietenul lui este bine, și că i se permite acum să-l viziteze.
Christian se împacă cu tatăl său, iar Anton și Marianne fac sex, aparent renunțând la divorț. 

## Distribuție
- Mikael Persbrandt ca Anton
- Trine Dyrholm ca Marianne
- Ulrich Thomsen ca Claus
- William Jøhnk Juels Nielsen ca Christian
- Markus Rygaard ca Elias
- Simon Maagaard Holm ca Sofus
- Kim Bodnia ca Lars
- Wil Johnson ca doctor
- Eddie Kimani ca doctor
- Emily Mglaya ca asistentă
- Gabriel Muli ca traducător
- June Waweru ca pacient
- Mary Hounu Moat ca pacient
- Synah Berchet ca o bătrână
- Elsebeth Steentoft ca Signe
- Satu Helena Mikkelinen ca Hanna
- Camilla Gottlieb ca Eva
- Birthe Neumann ca colega Mariannei
- Paw Henriksen ca polițist
- Jesper Lohmann ca polițist
- Bodil Jørgensen ca director de școală
- Lars Kaalund ca colegul lui Lars
- Lars Bom ca investigator